# Jewhen Hucało
Jewhen Pyłypowycz Hucało (ukr. Євген Пилипович Гуцало; ur. 14 stycznia 1937 w Żywotowie, zm. 4 lipca 1995 w Kijowie) – ukraiński poeta i pisarz.
Debiutował w 1960 tomikiem poezji. W 1962 ukazał się jego pierwszy zbiór prozatorski Ludzie wśród ludzi. Późniejsze jego prace to tomy opowiadań: Jabłka z jesiennego sadu (1964), Skąpana w lubczyku (1965), Przeleciały konie 1966 r., Mała jak ziarenko grochu 1967 r.; oraz powieści Martwa Strefa (1967), Domowe ognisko (1968), Dziewczęta na wydaniu (1971).
Utwory Hucały były tłumaczone na rosyjski, angielski, francuski, czeski, węgierski i polski.
W Polsce ukazały się:
- Jabłka z jesiennego sadu
- Domowe ognisko, oryg. 1968, wyd 2 w Polsce – 1978, tł. z ukr. Stanisław Głowiak, Zofia Głowiak
- Dziewczęta na wydaniu, 1977, przekł. z ukr. Zofia Głowiak, Stanisław Edward Bury
- Dzieci wojny w „Zustriczi” nr 1/1990 – przekład Tatiana Hołyńska
- Behape i Kanapa na skraju łąki w zbiorze Kanapa na skraju łąki – opowiadania ukraińskie
- Opowiedz mi o swoich niebieskich oczach, 1967, przekład Jerzy Litwiniuk, w zbiorze 29 opowiadań radzieckich